# Schlacht bei Konitz
Die Schlacht bei Konitz fand am 18. September 1454 zwischen dem Königreich Polen und dem Deutschordensstaat bei Konitz in Pommerellen statt. Die Schlacht war ein Höhepunkt des Dreizehnjährigen Krieges. Es siegten die Truppen des Deutschen Ordens.

## Hintergrund und Vorgeschichte
Der Deutsche Orden hatte seit 1245 ständig im Krieg gegen Litauen und ab dem 14. Jahrhundert auch gegen Polen gestanden. Er hatte 1410 bei Tannenberg eine schwere Niederlage hinnehmen müssen, und die Friedensschlüsse von Thorn 1411, Melnosee 1422 und Brest 1435 legten ihm schwere auch finanzielle Lasten auf. Nachdem der Orden bisher ohne Steuererhebung ausgekommen war, sah sich nun der Hochmeister von Rusdorf gezwungen, die preußischen Stände (die Städte und die Ritterschaft) zur Tilgung der Kriegsschulden heranzuziehen. Dieses Vorgehen ließ die Stände fürchten, ihren Einfluss und ihre Rechtsstellung zu verlieren, und so gründeten am 14. März 1440 19 Städte und 53 Ritter den „Bund vor Gewalt“, auch „Preußischer Bund“ genannt. Zunächst nur als Schutzbündnis zur Wahrung eigener Interessen gedacht, verliefen die Verhandlungen mit den Hochmeistern Rusdorf und dessen Nachfolger Konrad von Erlichshausen in friedlicher Atmosphäre, obwohl die Bundessatzung keine Anerkennung fand. Das Verhältnis änderte sich mit der Amtsübernahme des Hochmeisters Ludwig von Erlichshausen im Jahre 1450. Dieser lehnte sämtliche Forderungen des Bundes ab und erwirkte am 1. Dezember 1453 einen Rechtsspruch des Kaisers Friedrich III., mit dem der Bund für ungesetzlich erklärt und seine Auflösung gefordert wurde. Dies war für den Bund der Anlass, dem Orden den offenen Kampf anzusagen. Er sah den Treueeid des Hochmeisters gegenüber den Ständen als gebrochen an und trug verschiedenen europäischen Herrschern die Landesherrschaft über den Ordensstaat an.
Anfang 1454 heiratete Kasimir IV., König von Polen, Großfürst von Litauen, Elisabeth von Habsburg, eine Cousine 2. Grades des Kaisers. Im Rahmen der Hochzeitsfeiern handelten Vertreter des Preußischen Bundes ein militärisches Bündnis zur Beseitigung der Ordensherrschaft aus. Nun begann der Aufstand des Bundes, der als „Dreizehnjähriger Krieg“ oder „Preußischer Städtekrieg“ in die Geschichte einging. Die Preußen errangen schnelle Siege und hatten bald die Mehrzahl der Ordensburgen erobert. Schließlich befanden sich nur noch die Ordensburg Marienburg und die Burgen in Stuhm und Konitz im Besitz des Ordens. Deren Verteidigung hatte der Großspittler des Deutschen Ordens, Heinrich Reuß von Plauen, selbst in die Hand genommen. Zur Verstärkung der eigenen Truppen warb er kampferfahrene Söldner der Hussitenkriege aus Schlesien und Mähren an.

## Aufstellung und Taktik
Am 9. September 1454 brach König Kasimir von Thorn mit seinem versammelten Heer nach Konitz auf. Das Kommando führte er selbst, beraten von seinem Kanzler Jan Koniecpolski und dem Heerführer Peter von Szczekociny. Am 17. September 1454 erreichte das verbündete Heer die Stadt und Burg Konitz, wo Heinrich Reuß von Plauen mit einer nur kleinen Besatzung lagerte. Kasimirs Späher hatten ihm berichtet, dass dort wohl am nächsten Tag das schlesisch-mährische Söldnerheer unter Bernhart von Zinnenberg (in polnischen Berichten Szumborski genannt) und Herzog Rudolf von Sagan eintreffen würde. Das Söldnerheer war 9.000 Reiter und 6.000 Fußsoldaten stark, während Kasimir über ein Heer des polnischen Adelsaufgebots von 12.000 Reitern und 6.000 Fußsoldaten, darunter 2.000 Söldnern des Preußischen Bundes, verfügte.
Anstatt zunächst außer Sichtweite von Konitz zu bleiben und das Söldnerheer nach Konitz einrücken zu lassen, um es dort einzuschließen und auszuhungern, entschied Kasimir, bis vor die Mauern von Konitz vorzurücken. Er plante das Söldnerheer bei dessen Eintreffen vor der Stadt mit seiner zahlenmäßig überlegenen Reiterei anzugreifen. Er folgte damit der traditionellen Taktik mittelalterlicher Ritterheere, wonach offene Feldschlachten durch eine wuchtige Attacke der Reiterei entschieden würden. Die mitgeführte Infanterie und Artillerie nahm er daher nicht in seine taktischen Pläne für die folgende Feldschlacht auf. Er ging davon aus, dass auch die Ordenstruppen althergebrachten Schlachtplänen folgen würden, und nahm an, dass die in Konitz lagernden Soldaten sich auf die Verteidigung beschränken und nicht in den offenen Kampf eingreifen würden.

## Verlauf
Am 18. September 1454 traf das Söldnerheer des Ordens bei Konitz ein. König Kasimir befahl, die vom Marsch ermüdeten Feinde noch am gleichen Tag anzugreifen, die Aufstellung seines großen Heeres in mehrstufiger Schlachtformation zog sich allerdings den ganzen Tag hin. Dies lag wohl einerseits am schlecht erkundeten, teils sumpfigen Gelände, andererseits an der Unerfahrenheit der in vorderster Reihe aufgestellten hochadligen polnischen Unterkommandeure. Erst am Abend griffen die Verbündeten schließlich an, die gut ausgerüsteten Ordenssöldner hatten inzwischen eine Wagenburg formiert.
Anfangs verlief alles wie erwartet nach dem Muster vorheriger Kämpfe zwischen den Verbündeten und dem Orden. Die polnischen Reiter erzielten den ersten Erfolg, indem sie im Gefecht mit der ihnen entgegeneilenden böhmischen Söldnerreiterei deren Kommandeur Herzog Rudolf von Sagan töteten und den Heerführer Bernhard von Zinnenberg gefangen nahmen. Eine Abteilung von 3.000 Reitern unternahm jedoch angesichts des Todes ihres Herzogs einen wilden Gegenangriff, der bis nah an die Mauern von Konitz heran vorstieß. In diesem Augenblick unternahm Heinrich Reuß von Plauen mit 200 Ordensrittern aus der Burgbesatzung von Konitz einen Ausfall und stieß überraschend gegen die hinterste Abteilung der Polen vor, in der sich König Kasimir befand. Dies stiftete Unordnung und Verwirrung im polnischen Heer, die sich bald zur Panik steigerte. Kasimir konnte nicht verhindern, dass seine Truppen ungeordnet flohen. Von Zinnenberg wurde bald wieder befreit, als der, der ihn gefangen genommen hatte, getötet wurde. Die Ordenstruppen verfolgten die flüchtenden Polen und töteten Tausende von ihnen, viele ertranken auch bei der panischen Flucht in den nahen Sümpfen.

## Folgen
Die Niederlage des polnischen Heeres war schwer. 3.000 (Angaben variieren je nach Quelle) Mann waren gefallen, unter ihnen der Kommandeur Peter von Szczekociny sowie 135 Wojewoden, Hauptleute, Ritter und Adlige. 1.700 Polen, darunter einige hohe Würdenträger wie der königliche Kanzler, der Marschall und der Wojewode von Pommerellen, sowie mehr als 300 Ritter wurden vom Orden gefangen genommen. König Kasimir war diesem Schicksal nur knapp entronnen und entkam nach Thorn. Das Ordensheer verlor dagegen lediglich 60 Mann und zwei Ordensritter. Die Ordenssöldner erbeuteten die polnische Reichsfahne, alle schweren Geschütze und den 400 Wagen umfassenden Tross der Polen mit allem Gepäck, Geld, Proviant und Waffen.

## Trivia
Einer Anekdote zufolge blieb Bernhard von Zinnenberg auch nach seinem Sieg formal Gefangener der Polen, da er bei seiner Gefangennahme angeblich sein Ritter-Ehrenwort gegeben hatte, keinen Fluchtversuch zu unternehmen.